# Powerball
Powerball es un juego de lotería estadounidense ofrecido en 45 estados, el Distrito de Columbia, Puerto Rico y las Islas Vírgenes de EE. UU. Está coordinado por Multi-State Lottery Association (MUSL), una organización no lucrativa formada por un acuerdo entre las loterías de EE. UU. El bote mínimo de Powerball es de 40 millones de dólares. Los ganadores pueden elegir entre el pago en 30 anualidades, o en metálico, después de descontar los impuestos y gastos legales.
Los sorteos se llevan a cabo todos los lunes, miércoles y sábados por la noche a las 10:59 p. m. hora del este, en la sede de la Lotería de la Florida en Tallahassee. Desde octubre de 2015, el juego utiliza el formato 5/69 + 1/26. Es decir, el de elegir 5 números sobre 69, más uno entre 26. La probabilidad de ganar el bote es de 1 entre 292.201.338. Cada boleto cuesta 2 dólares (3 si se juega con la opción Power Play) y se pueden comprar incluso por internet. El corte oficial para la venta de boletos es a las 10:00 p. m. Hora del este; algunas loterías cortan las ventas antes. El pago de una suma global será menor que el total de los 30 pagos anuales porque con la opción de anualidad, cada pago anual aumenta en un 5 %.
El 8 de noviembre de 2022, Powerball produjo el premio mayor de lotería más grande de la historia, que se ganó con un boleto comprado en Altadena, California.
El 13 de enero de 2016, Powerball entregó el mayor bote de la historia de la lotería, de 1586 millones de dólares. Fue repartido entre 3 boletos ganadores, vendidos en California, Tennessee y Florida.

## Historia

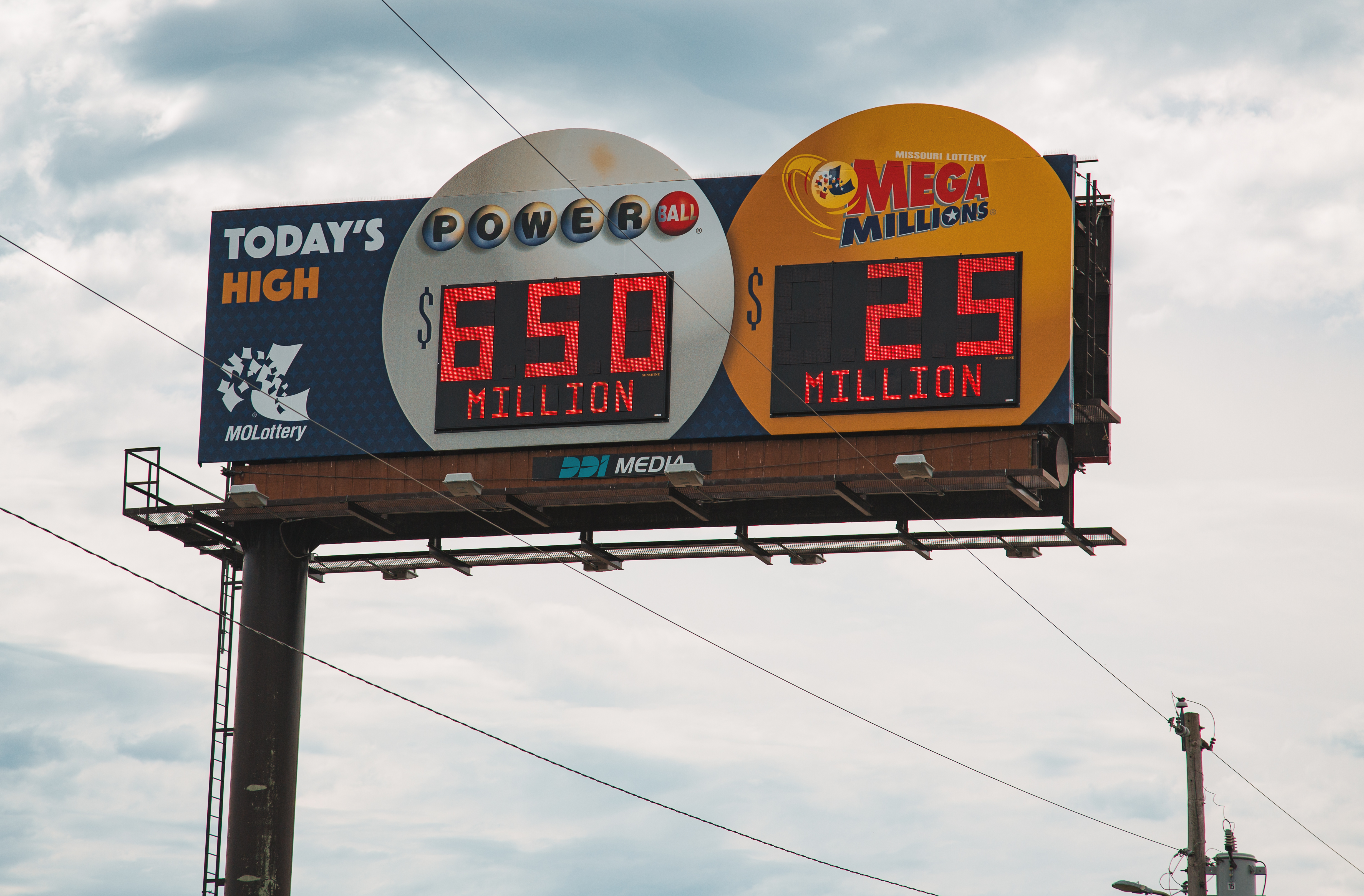
Valla publicitaria de los juegos de lotería Powerball y Mega Millions

Powerball es un juego de lotería multinacional que se originó en 1988 en los Estados Unidos. Se juega en 44 estados de EE. UU., así como en el Distrito de Columbia, Puerto Rico y las Islas Vírgenes de EE. UU. Además, Powerball se ha expandido a nivel internacional y se juega en más de 30 países. El juego y el nombre se cambiaron a Powerball el 19 de abril de 1992; su primer sorteo se realizó el 22 de abril.
El Dr. Edward J. Stanek fue presidente de la Lotería de Iowa y, junto con Steve Caputo, inventaron el juego Powerball.
Desde su creación, Powerball ha experimentado cambios en sus reglas y formato. Por ejemplo, en 1992, se agregaron más números a la selección y se aumentaron los premios. En 1997, se agregó un segundo bolillo de números para agregar una segunda oportunidad de ganar premios menores. En 2009, se aumentaron los premios y se introdujo una nueva opción para multiplicar los premios.
A lo largo de los años, Powerball ha generado algunos de los premios más grandes de la historia de las loterías, incluyendo el premio más grande jamás ganado por un solo ganador, que fue de $1.586 millones de dólares en 2016.

### Retraso de 2022
El sorteo programado para el 7 de noviembre de 2022 del premio mayor récord de $ 2.04B se retrasó debido a los protocolos de seguridad incompletos con respecto a la venta de boletos en una lotería no identificada hasta el día siguiente a las 8:59 a. m. EST. Antes del retraso del 7 de noviembre, hubo retrasos el 9 de abril y el 19 de octubre y el 16 de marzo de 2022. Días después de que se completara el sorteo del premio mayor de Powerball de $2.04 mil millones, la Lotería de Minnesota anunció más tarde esa semana que había sido responsable de la demora. Los funcionarios de la lotería dijeron que hubo un problema técnico con el sistema de comunicación que impidió que se llevara a cabo el sorteo.

## Ganadores notables

Mapa de todos los territorios de EE. UU. que ofrecen Powerball, en noviembre de 2022

Debido a que la cantidad del premio mayor citada es una anualidad de 30 pagos anuales graduales, su valor en efectivo en relación con la anualidad fluctúa. La proporción real depende de las tasas de interés proyectadas y otros factores. MUSL comienza con el valor en efectivo, construido a partir de un porcentaje de las ventas, y luego calcula la cantidad del premio mayor anunciado a partir de ese valor, en función de los costos promedio de las tres mejores ofertas de valores.
El 25 de diciembre de 2002, el presidente de una empresa de construcción en el condado de Putnam, Virginia Occidental, ganó $314.9 millones ($533 millones hoy en día), en ese momento un nuevo récord para un solo boleto en una lotería estadounidense. El ganador eligió la opción de valor en efectivo de $170 millones, recibiendo aproximadamente $83 millones después de las retenciones de impuestos estatales y federales de Virginia Occidental.
El 19 de octubre de 2005, una familia de Jacksonville, Oregón, ganó $340 millones ($530 millones hoy en día). Los ganadores eligieron el pago en efectivo de $164.4 millones (antes de las retenciones), que era menor que el pago en efectivo de ganadores anteriores en 2002 debido a un cambio reciente en la estructura de la anualidad.
Se ganó un premio mayor de $365 millones ($552 millones hoy en día) el 18 de febrero de 2006, con un boleto en Nebraska. Fue compartido por ocho personas que trabajaban en una planta de procesamiento de carne. El grupo eligió la opción de efectivo de aproximadamente $177.3 millones, antes de las retenciones.
El 25 de agosto de 2007, un premio mayor de $314 millones ($461 millones hoy en día) fue ganado por un trabajador jubilado de la industria automotriz de Ohio; ese boleto fue comprado en Richmond, Indiana, una comunidad que anteriormente había vendido un boleto ganador del premio mayor de más de $200 millones.
El noviembre de 2011, tres ejecutivos financieros de Greenwich, Connecticut, se dividieron un premio mayor de $254.2 millones ($344 millones en la actualidad), el premio más grande jamás otorgado a un solo boleto comprado en Connecticut. Al optar por la opción de efectivo, los hombres compartieron casi $104 millones después de las retenciones fiscales. En aquel momento, ese premio mayor era el duodécimo más grande en la historia del Powerball.
El 18 de mayo de 2013, el bote más grande del mundo en ese momento con un solo boleto, una anualidad de aproximadamente $590.5 millones ($772 millones hoy), fue ganado por un boleto de Powerball vendido en Zephyrhills, Florida. El 5 de junio, los oficiales de la Florida Lottery anunciaron al ganador que compró el boleto de "selección rápida" en un supermercado Publix. El ganador eligió la opción en efectivo de aproximadamente $370.8 millones, antes de la retención federal; Florida no tiene un impuesto sobre la renta estatal.
El 13 de enero de 2016, el bote de lotería más grande del mundo en ese momento, una anualidad de aproximadamente $1.586 mil millones se dividió entre tres boletos de Powerball en Chino Hills, California, Melbourne Beach, Florida, y Munford, Tennessee, cada uno valorado en $528.8 millones. Dado que no hay impuesto sobre la renta en Florida o Tennessee (y California no grava los premios de la lotería), la opción en efectivo después de las retenciones federales es de $187.2 millones cada uno.
El 23 de agosto de 2017, el propietario de un boleto de Powerball vendido en Chicopee, Massachusetts, ganó más de $750 millones, uno de los mayores premios en la historia de la lotería. Una madre de dos hijos de Massachusetts fue la afortunada ganadora.
El 27 de marzo de 2019, un único boleto comprado en Wisconsin fue el único ganador de un bote de Powerball de $768.4 millones ($477 millones en efectivo), el tercer más grande en la historia de la lotería de EE. UU. El ganador del enorme premio fue identificado como un hombre de Wisconsin de 24 años.
El 8 de noviembre de 2022, un único boleto comprado en Altadena, California fue el único ganador de un bote de Powerball de $2.04 mil millones, el más grande en la historia de la lotería de EE. UU. El premio fue reclamado el 14 de febrero de 2023. El ganadorfue revelado como Edwin Castro. Optó por cobrar su premio como un pago único de $997.6 millones. Compró su boleto en Joe's Service Center en Altadena, que recibió una recompensa de $1 millón del operador de Powerball por vender el boleto ganador.

## Premios y probabilidades
El juego de la lotería Powerball, con un bote mínimo garantizado de 40 millones de dólares, ofrece actualmente 8 categorías de premios desde la cantidad más pequeña de 4 $ por acertar el número Powerball o 1 número principal y el número Powerball, hasta el bote por acertar los cinco números sorteados y el número Powerball.
| Categoría de premios  | Premios por sorteo |
| 5 números + Powerball | Bote               |
| 5 números             | 1.000.000 $        |
| 4 números + Powerball | 50.000 $           |
| 4 números             | 100 $              |
| 3 números + Powerball | 100 $              |
| 3 números             | 7 $                |
| 2 números + Powerball | 7 $                |
| 1 números + Powerball | 4 $                |
| Número Powerball      | 4 $                |